# Infant Sant de Casserres
L'Infant Sant, Cos Sant o Sant Nin de Casserres és una relíquia, corresponent a un nadó, venerada durant segles a l'església del monestir de Sant Pere de Casserres, i vinculada a la seva fundació. Venerat popularment, l'Església Catòlica en prohibí el culte per tractar-se d'una llegenda fabulosa; això i la situació d'abandonament del monestir ha fet que aquest culte desaparegués durant el segle xx.

## Llegenda i veneració
Es tracta d'un cos sant (relíquia venerada d'algú que no consta en el Martirologi romà), cos momificat d'un nadó conservat dins una arqueta de fusta entapissada amb roba. S'exhibia en un armari de l'absis del presbiteri de l'església de Sant Pere de Casserres, entre altres relíquies.
Segons la llegenda, sense cap fonament històric, el nen era fill del vescomte Bremond I de Cardona, però no hi ha documents que demostrin que Bremon es casés i el testament n'especifica que morí sense descendència legítima. Tres dies després del naixement de l'infant, aquest va parlar, va profetitzar que moriria molt aviat i va indicar que el seu cos fos posat sobre un cavall: allà on anés i s'aturés s'havia d'aixecar un monestir i dedicar-lo a Sant Pere, i ell hi seria sebollit. Efectivament, el nen morí i, posat el seu cos en el cavall, s'aturà al lloc on els vescomtes van fer aixecar el monestir de Casserres, el 1005, consagrat en 1053 amb l'assistència d'Engúncia, mare del vescomte Bremond.

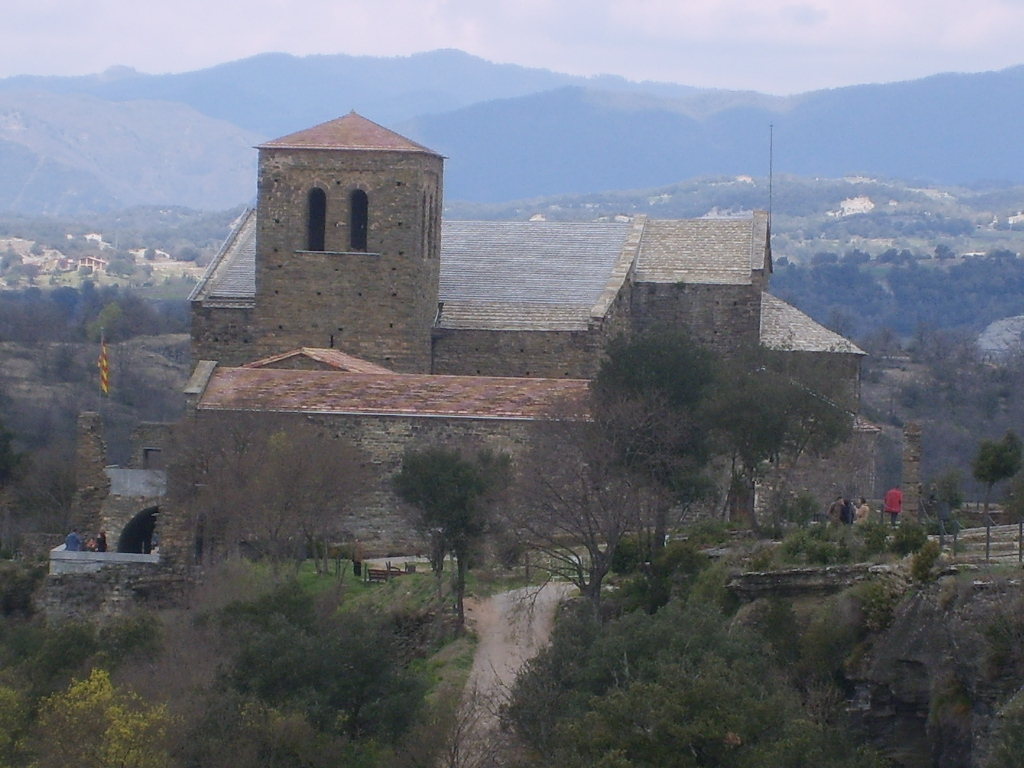
Sant Pere de Casserres

La primera menció a l'Infant Sant és del vicari de Vic Segimon Terreras, en 1556. És el primer a donar per escrit la llegenda transmesa per tradició oral.
| « | "Lo cos ab lo Cap del dit Infant está en la sacristia del dit Monestir, guardat y conservat com a Reliquia, y antiguament, per espay de alguns centenars d'anys, sempre que y havia esterelitat y falta d'aygua, bayxavan des del Monestir de Casserres fins en lo Riu, y nostre Sor concedia aygua y pluja convenient. Y per banyar tan sovint lo cap del dit Infant, se es lo cap apartat del cos y desfet, que sols resta dell uns troços de la testa, pero lo cos está més sencer, lo qual jo he vist y tingut en mas propias mans, y adorat moltas vegadas. (...) La historia de aquest Infant ... yo no la he trobada escrita en algun escriptor autentic; ni la he treta de archius o escripturas autenticas. Hela oyda de personas vellas naturals de aquella terra de Osona que habitavan cerca del Monestir, las quals la referian per tradició y memoria de altres personas. Jo no tinch esta historia del tot per certa; sols la he referida del modo que la he entesa. Be tinch per cocsa certa y molt pia que lo Infant es Sant y que succey cerca de ell y sa persona, y de la fundació de det Monestir alguna cosa prodigiosa". | » |

Segons Pau Parassols: "En una arqueta tancada amb clau hi ha la mòmia del Sant Nin sencera, excepte el cap, i els ossos de la mà de la seva mare, amb un rètol molt antic: "Hic es corpus Infantis cujus causa hoc monasterium fundatum fuisse traditur. Hoc est manus matris ejusdem infantis"" ("Aquí hi ha el cos de l'infant a causa de qui aquest monestir fou fundat; aquí són també les mans de la seva mare").
Les relíquies d'aquest infant van ser molt venerades al monestir i quan hi havia sequera es baixava en processó fins al Ter i es mullava l'arca que contenia el nen, en les aigües del riu. Dintre l'arqueta, el cos estava cobert de cotó fluix; es creia que el cotó, en contacte amb el cos, guaria diversos mals, com el d'orella. Després que els monestir fou abandonat en 1767 i fos venut a particulars, la relíquia continuà al seu lloc.
El 1904, el vicari general de Vic prohibeix donar culte al Sant Infant i a altres relíquies que es conserven a l'església del monestir perquè no constava que siguin autèntiques. En 1966 fou robada i desaparegué. L'historiador Antoni Pladevall diu que un excursionista se la va endur; en 1989, penedit, la retornà a un jesuïta de Sarrià qui, al seu torn, la tornà a la família Arisa, llavors propietària del monestir. Des de llavors es conserva al Mas Pla de Roda, propietat dels Arisa. Durant el temps passat, la mòmia s'havia desfet en part.